# Pepita de calabaza

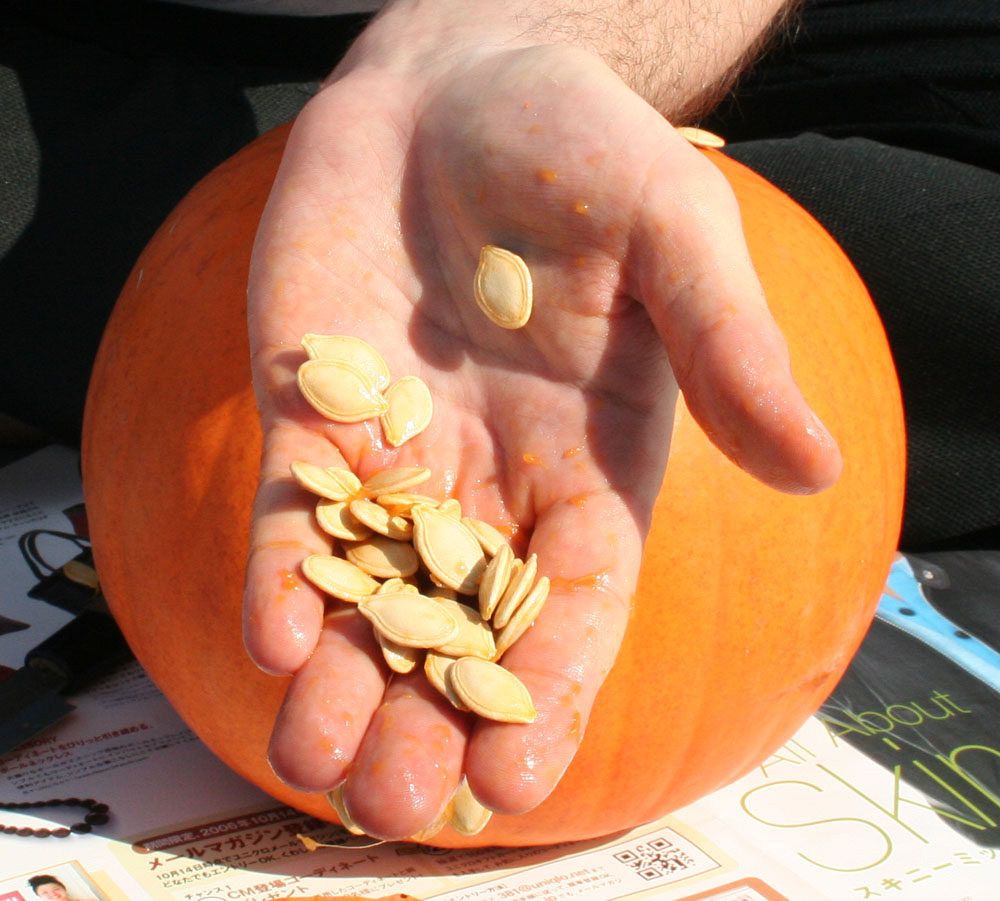
Semillas de calabaza recién extraídas del fruto.

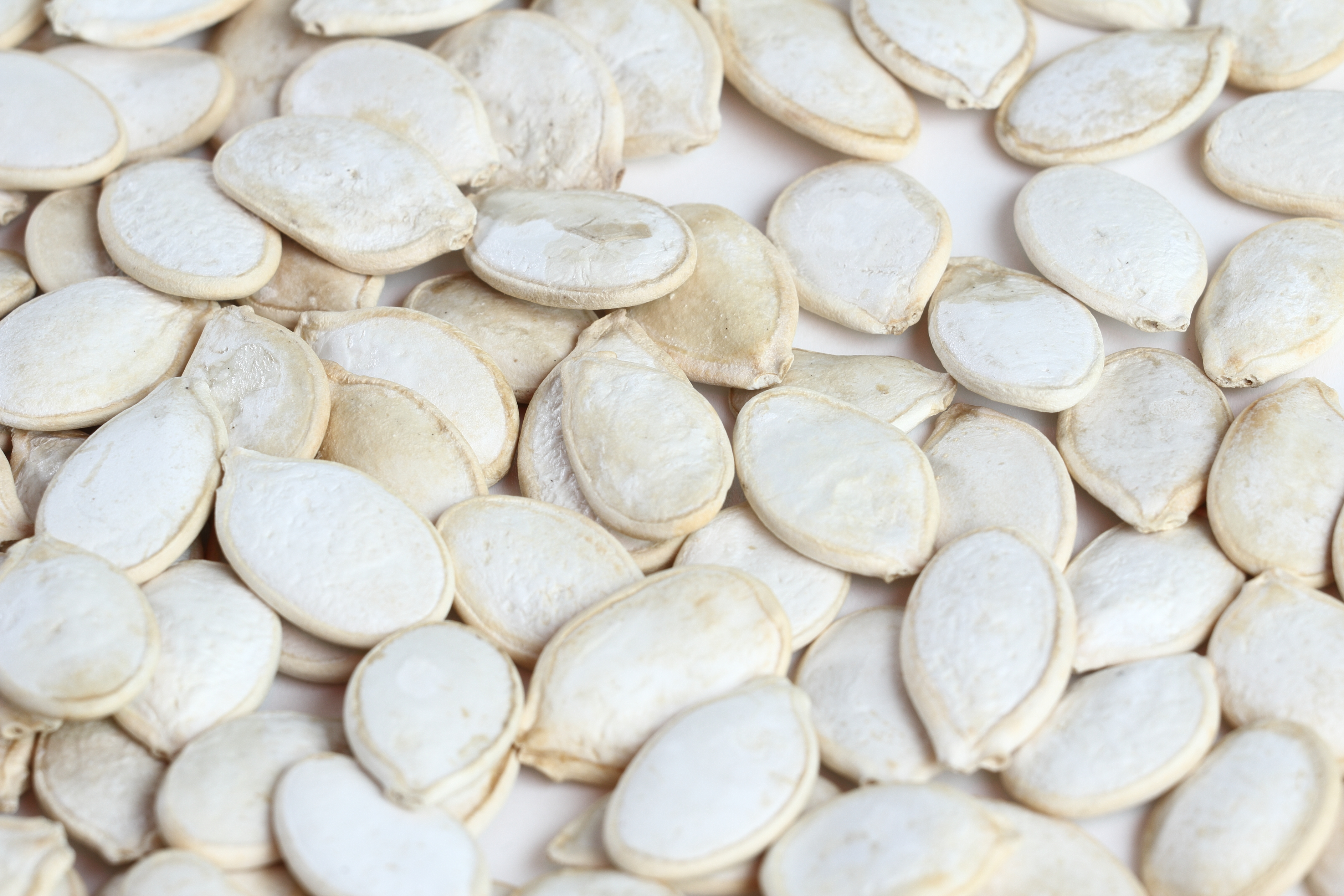
Semillas tostadas.

En México y partes de América Central se conoce como pepitas a la botana hecha con semillas de calabaza (Cucurbita) asadas en un comal con sal.
Se preparan remojándolas en agua saturada de sal, y poniéndolas a tostar en un comal; también se utilizan para preparar una variedad de mole conocido como pipián o pepián.
Dependiendo de cómo se preparen, y después de haber sido cocidas, las pepitas se presentan con cáscara o sin esta; la cáscara es de color claro, y la semilla en sí de color verde oscuro, u olivo.
Las pepitas pueden ser aglomeradas para formar una palanqueta.